# Стояк Гордон
«Стоя́к Го́рдон» (англ. Flesh Gordon) — американская научно-фантастическая эротическая независимая кинокомедия 1974 года. Пародия на киносериал 1936 года «Флэш Гордон» (англ. Flash Gordon).
В русских дубляжах название этой ленты часто передают как простое «Флэш Гордон». На самом деле здесь присутствует игра слов: Flash переводится как «вспышка», личное имя супергероя «Флэш»; Flesh же переводится как «плоть», «мясо».

## Сюжет
Профессор Гордон обнаруживает, что Земля начала подвергаться воздействию «лучей секса», которые приводят людей в сексуальное безумие. Однажды один из таких лучей попадает в небольшой пассажирский самолёт Ford Trimotor, на борту которого находятся Стояк Гордон и его подруга Дейл Пылкая; пилоты бросают управление, и все на борту начинают заниматься безумным сексом. Когда всё заканчивается, Стояк и Дейл в последнюю минуту спасаются от неминуемой авиакатастрофы на парашютах. Они приземляются рядом с лабораторией доктора Флекси Джеркоффа (наставника Стояка Гордона), у которого есть план остановить это загадочное облучение, посетив их источник.
Они отправляются на планету Порно на борту фаллоподобного космического корабля Джеркоффа, на некоторое время попадают под «луч секса», что приводит к групповой оргии на борту. На подлёте их сбивает армия императора Ванга Извращённого, на героев нападают одноглазые пенисозавры, а затем их берут в плен. Троицу приводят к императору, который руководит сексуальной оргией, в которой участвуют более дюжины мужчин и женщин. Джеркоффа отправляют работать в лабораторию Ванга, в то время как сам он объявляет о своём решении жениться на Дейл. Стояк Гордон приговорён к смертной казни, но его в последний момент спасает королева Амора, которая делает его своим сексуальным рабом.
Ванг сбивает дирижабль Аморы, Стояк Гордон оказывается единственным выжившим. Он воссоединяется с Джеркоффом, и они начинают попытки победить императора, используя «силовые пирожки» Аморы против солдат. Свадьба Ванга и Дейл прерывается, так как невесту похищают амазонки-лесбиянки, лидер которых, вождь Нелли, пытается посвятить Дейл в свой сексуальный культ воинов. Гордон и Джеркофф спасают девушку, причём в этом им неожиданно помогает принц Любимый из Лесного Королевства. С помощью нового союзника доктор Джеркофф создаёт оружие, чтобы уничтожить «лучи секса» Ванга. Четверо героев нападают на императора, но тому удаётся бежать, и он взывает к идолу Великого Бога Порно. Идол оживает и хватает Дейл. Джеркофф стреляет в этого монстра, девушка освобождена, а рухнувший гигант убивает своим телом императора и разрушает его аппарат «лучей секса». Вся планета чествует Стояка Гордона, доктора Джеркоффа и Дейл как героев, а после троица отправляется обратно на Землю.

## В ролях
- Джейсон Уильямс — Стояк Гордон
- Сьюзан Филдс — Дейл Пылкая
- Джозеф Хадгинс — доктор Флекси Джеркофф, наставник Стояка Гордона[6]
- Уильям Деннис Хант[англ.] — император Ванг Извращённый
- Кэнди Сэмплс — Нелли, вождь амазонок-лесбиянок
- Майкл Брэнди — принц Любимый
- Нора Витерник — королева Амора
- Рене Бонд — секс-рабыня с партнёром-блондином
- Джон Хойт — профессор Гордон
- ещё более 20 малоизвестных или неизвестных вовсе актёров и актрис

В титрах не указаны
- Уильям Маргольд — убегающий мужчина
- Крейг Нельсон — монстр (Великий Бог планеты Порно) (озвучивание)

## Производство и показ
В фильме присутствует налёт кэмпа. Многие имена собственные в этой ленте немного изменены по сравнению с пародируемым сериалом, однако эти лёгкие переделки производят заметный комический эротический эффект. Например:
- главный герой, Флэш Гордон (англ. Flash Gordon), здесь носит имя Стояк Гордон (англ. Flesh Gordon)
- Дейл Арден[англ.] (англ. Dale Arden), его любовный интерес, — Дейл Пылкая (англ. Dale Ardor)[6]
- Минг Беспощадный (англ. Ming the Merciless) — Ванг Извращённый (англ. Wang the Perverted)[6]
- доктор Алекси Зарков (англ. Dr. Alexi Zarkov) — доктор Флекси Джеркофф (англ. Dr. Flexi Jerkoff; в английском сленге слово jerk имеет значение «мастурбировать»)
- принц Бэрин (англ. Prince Barin) — принц Любимый (англ. Prince Precious)
- планета Монго в этом фильме стала Порно[6]

В картине использованы элементы кукольной анимации (сцены с чудовищами). Художниками по спецэффектам выступили малоизвестные на тот момент Майкл Минор, Грег Джейн и Рик Бейкер; а также Джим Дэнфорт (в титрах указан «наоборот» — Mij Htrofnad) и Дэвид У. Аллен. Малобюджетные спецэффекты были достигнуты с использованием старомодных техник: например, модель дворца Ванга Извращённого была сделана из обычных стаканов для питья, и сам он был спроектирован так, чтобы напоминать обсерваторию Гриффита, чтобы реальные кадры, снятые на базе обсерватории, можно было легко интегрировать в сцены фильма.
Писатель Том Рими выступил в этой картине как property master. Он разыскал множество реквизита для ленты, в том числе настоящие, полноразмерные плетёные пассажирские сиденья Ford Trimotor (соответствующие миниатюрному трёхмоторному самолету в фильме).
Изначально гигантский монстр (Великий Бог планеты Порно) не должен был говорить, но он получился настолько выразительным, что режиссёр решил всё же дать ему несколько фраз (озвучил без указания в титрах ставший в будущем весьма знаменитым актёр Крейг Нельсон).
Поскольку получившийся фильм, несмотря на свою «остроту», всё-таки очень напоминал оригинальный киносериал, продюсеру Говарду Зиму, чтобы избежать судебной тяжбы с Universal Pictures, пришлось добавить во вступительные титры примечание о том, что «данный фильм является бурлеск-пародией на супергероев прошлого Америки эпохи Депрессии». Ко всем рекламным материалам (постерам, афишам и т. п.) также была добавлена фраза «Не путать с оригинальным „Флэшем Гордоном“».
Поначалу Ассоциация кинокомпаний присвоила фильму рейтинг X, однако это не устроило создателей ленты, и после некоторого перемонтажа (удаления ряда совсем уж откровенных сцен общей продолжительностью двенадцать минут) они смогли добиться получения рейтинга R. Из-за этого дополнительного монтажа ныне существует две версии картины: длиной 78 и 90 минут (последнюю можно найти только в коллекционных изданиях).
При бюджете 470 000 долларов (ок. 2,9 млн долларов в ценах 2022 года), фильм собрал в прокате (США и Канада) 5,3 млн долларов (ок. 32,4 млн долларов в ценах 2022 года), что вполне сопоставимо с показателями пародируемого сериала.
Премьера картины состоялась в США 30 июля 1974 года. Также лента с успехом была показана за рубежом:
- 1975 год — Великобритания, ФРГ, Франция, Нидерланды.
- 1977 год — Норвегия, Португалия, Испания.
- 1978 год — Япония.
- 1983 год — Мексика.
- 1988 год — Мексика (ре-релиз).
- 2019 год — Великобритания (ре-релиз).
- 2020 год — Австралия (выход на DVD).

## Критика и наследие
- Riverfront Times[англ.]. «Эта пародия изобилует дешёвыми и пошлыми шутками, но она также с любовью относится к своему бесстыдно разграбленному исходному материалу, поэтому спустя три десятилетия она остается кульминацией низкопробного кино… Вы получите всевозможные мягкие научно-фантастические глупости, включая самое милое лесбийское дразнение со времён… ну, наверное, Сапфо.»[6]
- Вивиан Собчак[англ.]. «Это скин-ролик, забавно созданный по мотивам сериала „Флэш Гордон“ и полностью и с любовью учитывающий жанровые условности — от спецэффектов до диалогов»[10].
- Винсент Кэнби, The New York Times. «Какое остроумие, которым обладал фильм, ушло на его физическое производство… Актёрская игра многогранна, и, возможно, так оно и должно быть, хотя она быстро становится монотонной, если у вас нет высокой терпимости к современному кэмпи».
- Variety. «Purile — вот слово, обозначающее эту эротическую пародию на научно-фантастические сериалы 1930-х годов. Пытаясь объединить сексуальность и кэмпи низкого уровня, фильм предстаёт как дорого выглядящая мешанина из очевидных двусмысленностей, идиотских характеристик и скучных ситуаций».

В 1990 году на экраны вышел сиквел ленты под названием «Стояк Гордон встречает космических болельщиц» (в прокате провалился).

## Номинации
- 1975 — «Хьюго» в категории «Лучшая постановка». В итоге премия присуждена фильму «Молодой Франкенштейн»[11].
- 1975 — Международный фестиваль фантастических фильмов в Аворье — номинация на гран-при. В итоге премия присуждена фильму «Призрак рая».